# Dreijahrestender
Unter Dreijahrestender werden zwei Tendergeschäfte der Europäischen Zentralbank (EZB) gefasst, welche europäischen Kreditinstituten Liquidität von über 1 Billion Euro verschafften. Die Laufzeit dieser beiden Geschäfte beträgt jeweils drei Jahre bei einem zugrundegelegten durchschnittlichen Leitzins. Insgesamt beanspruchten mehr als 800 Kreditinstitute den angebotenen Tender.
Erster Dreijahrestender
Der erste Dreijahrestender wurde den europäischen Kreditinstituten im Dezember 2011 von der EZB angeboten.
Zweiter Dreijahrestender
Der zweite Dreijahrestender wurde den europäischen Kreditinstituten am 29. Februar 2012 von der EZB angeboten.
Kontext der Dreijahrestender
Die beiden Dreijahrestender wurden vor allem vor dem Hintergrund der Eurokrise aufgesetzt. Die Europäische Zentralbank sah diese neuartigen Tendergeschäfte in erster Linie als Hilfsaktion um Liquiditätsprobleme bei europäischen Banken zu verhindern.